# Пет Стейр
Пет Стейр (англ. Pat Steir; нар. 1940) ― американська художниця та гравюристка.

## Життєпис
Народилася в Ньюарку, штат Ньб-Джерсі 1940 року. Навчалася в Інституті Пратта у Нью-Йорку (1956–1958). Здобула освітній ступінь бакалавра в галузі витончених мистецтв у 1962 році.

## Творчість
Її ранні роботи фахівці із деякими застереженнями відносять до концептуального мистецтва та мінімалізму. Найбільшу популярність вона, однак, отримала завдяки своїм картинам в стилі абстракционізму, які почала писати в 1980-х роках, а також завдяки своїм графіті .
Твори Стейр представлені в художніх виставках по всьому світу, у тому числі в галереї Тейт у Лондоні, у Бруклінському музеї та Новому музеї сучасного мистецтва у Нью-Йорку, а також у багатьох країнах Європи. Художниця була удостоєна багатьох нагород за свої мистецькі роботи. Вона є засновником і членом правління великої книгарні Printed Matter у Нью-Йорку, а також була одним із засновників відомого феміністського часопису Heresies, перше число якого було опубліковано в 1977 році. Стейр викладала мистецтво у Школі дизайну Парсонса, Принстонському університеті та Хантер-коледжі  . Протягом тривалого періоду жила і працювала, головним чином, у Нью-Йорку, в районі якого - Гринвіч-Віллідж, - проживає й донині  .
Станом на вересень 2016 року роботи Стейр представлені у двох відділеннях галереї Леві Горві: у Нью-Йорку та Лондоні  .

## Виставки
За більш ніж п'ятдесятирічну кар'єру Стейр виставлялася у величезній кількості галерей і культурних установ як в Америці, так і по всьому світу в цілому . Персональні виставки проводились у таких закладах, як галерея Террі Дінтенфасса, галерея Макса Протеха, Кравн Пойнт Прес, М. Кнедлер&Ко., Галерея Вікторії Міро, галерея Роберта Міллера, Шейм & Рід, галерея Локс та Леві Горві.
До обраних музеїв та установ, які проводили ретроспективи та виставки її робіт, входять: Державний університет Болл, Галерея мистецтв Коркоран (1973); Музей Спенсера, Музей сучасного мистецтва у Х'юстоні (1983); Бруклінський музей (1984); Художній музей Цинциннаті, Філадельфійський коледж мистецтв (1985); Музей образотворчих мистецтв Берн, Новий музей сучасного мистецтва, Балтиморський художній музей (1987); Музей сучасного мистецтва Ліона (1990)  та Музей Школи Дизайну в Род-Айленді (2010) .
Роботи Стейр включені до основних фондів музеїв по всьому світу. Серед них – Музей Метрополітен (Нью-Йорк); Музей сучасного мистецтва, Музей американського мистецтва Вітні, Музей Соломона Р. Гуггенхайма (Нью-Йорк), Національна галерея мистецтва (Вашингтон, округ Колумбія), Галерея Тейт (Лондон), Музей мистецтв Гонолулу, Арт-центр Вокера, Сан-Франциський музей сучасного мистецтва та Музей сучасного мистецтва в Гонолулу.